# Бергер, Пабло
Пабло Бергер (исп. Pablo Berger Uranga; 1963, Бильбао) — испанский кинорежиссёр.

## Биография
Пабло Бергер родился и вырос в Бильбао, Испания. В 1988 года снял первый короткометражный фильм Mamá, за который получил денежный грант от местных организаций, после чего поступил в Нью-Йоркский университет. После получения докторской степени работал в Нью-Йоркской академии кино, затем занялся продюсированием, что дало ему возможность снять фильм «Торремолинос 73» в 2003 году.
В 2012 году вышел его третий фильм «Белоснежка». Фильм был выбран в качестве испанской заявки на премию «Оскар», но не был номинирован. Помимо этого фильм получил премию Гойя в десяти категориях, в том числе премию за лучший фильм, а Бергер получил премию за лучший оригинальный сценарий.

## Фильмография
- Mamá (1988)
- Торремолинос 73 (2003)
- Белоснежка (2012)
- Абракадабра (2017)
- Мечты робота (2023)